# Edward Murphy Jr.
Edward Murphy, Jr., född 15 december 1836 i Troy, New York, död 3 augusti 1911 i Elberon, New Jersey, var en amerikansk demokratisk politiker.
Han avlade 1857 sin grundexamen vid St. John's College (numera Fordham University). Han var borgmästare i Troy 1875-1883 och ledamot av USA:s senat från New York 1893-1899. Han kandiderade 1898 till omval, men förlorade mot republikanen Chauncey Depew.
Efter tiden i senaten var han verkställande direktör för Troy Gas Co.
Murphy är begravd på Saint Mary's Cemetery i Troy, New York.